# Comandos civiles
Los Comandos Civiles fueron, en la Argentina de los años '50, grupos de civiles organizados clandestinamente, armados y liderados por un jefe, generalmente provenientes de partidos políticos como el radicalismo, socialismo o el conservadorismo, con el fin de colaborar con las Fuerzas Armadas en un golpe de Estado contra el gobierno constitucional de Juan Domingo Perón. Por este motivo, algunos consideraron su actividad como terrorista. Los jefes civiles de la subversión, a su vez, respondían a una autoridad superior, en general un militar con conocimientos y recursos materiales y logísticos capaces de promover una conspiración. Se organizaban en grupos de entre diez y veinte personas ligados entre sí, quienes en la mayoría de los casos empleaban identidades falsas o información tabicada, y operaron, especialmente, en las ciudades de Buenos Aires y Córdoba, entre 1954 y 1955, incluyendo el golpe de Estado acaecido el 16 de septiembre de ese año, autodenominado Revolución Libertadora. En su mayoría eran pertenecientes a familias de clase media alta porteña.
Varios civiles colaboraron durante el Bombardeo de la Plaza de Mayo del 16 de junio de 1955. Este acto fue llevado a cabo por sectores de la Armada ligados a los almirantes Benjamín Gargiulo y Samuel Toranzo Calderón. El ataque tomó por sorpresa a unos dos mil militantes civiles que actuaban junto a Eduardo Lonardi y que más tarde sí participaron del golpe de Estado, tras la mediación del cordobés Clemente Villada Achával, cuñado de Lonardi, que viajó a Buenos Aires para reunirse con Septimio Walsh, pudiendo esto ser considerado un antecedente de los comandos civiles.

## Origen
Antes de la conformación de los comandos civiles, hubo ataques terroristas realizados por civiles empezando el 2 de agosto de 1953 con la plantación de varios artefactos explosivos en el los patios internos de la jefatura de policía de la Provincia de Buenos Aires, luego de ellos una bomba en el Teatro Colón durante una función de gala donde asistía el Presidente de la Nación.
Pero la verdadera conformación en grupos organizados y armados de civiles surge desde 1951 como un fenómeno vinculado a las conspiraciones militares, como fueron el intento de golpe de Estado de 1951, el atentado en la Plaza de Mayo del 15 de abril de 1953 que asesinó a seis manifestantes peronistas e hirió a otros noventa, y el bombardeo de la Plaza de Mayo de 1955, en el que fueron asesinadas 308 personas oficialmente identificadas y cientos de heridos. Pero la mayoría de estos casos (exceptuando el atentado de 1953) fueron operaciones cumplidas en su totalidad por efectivos militares. Más allá de la colaboración en general vinculados a la toma de radios y otros medios de prensa, los comandos civiles no llegaron a tomar un rol protagónico hasta el golpe de Estado de septiembre y en todos los casos van a destacarse más por la diferencia que por la similitud, además de la ya destacada intención golpista. El atentado de 1953, como excepción, fue planificado y ejecutado enteramente por civiles, quienes tras el golpe de Estado de 1955 fueron amnistiado por el gobierno de facto de Eduardo Lonardi. Casi todos pertenecían a familias tradicionales de buena posición económica.
El 16 de junio de 1955, cuando se produce el bombardeo de Plaza de Mayo, es cuando por primera vez se notó el apoyo de civiles antiperonistas enrolados en los comandos civiles.
Dependían directamente de miembros de las fuerzas armadas  

Pertenecía yo, como dije, a un Comando que dependía del Capitán Palma. Y, en tal condición, recibimos un día cierta orden tremebunda a la vez que absurda. Deberíamos, en efecto, concurrir al domicilio particular de un General de la Nación, cuyo nombre se nos suministraría, tocar el timbre y, cuando apareciera el general, probablemente en camisón, clavarle un cuchillo en la barriga para despacharlo al otro mundo. Aunque contaba yo con apenas veinte años, poseía la madurez suficiente para advertir que aquello era un disparate...Juan Francisco Guevara, Tito para los amigos, era quien tenía en sus manos los hilos de la conspiración, según lo reconocería el general de Artillería Eduardo Lonardi después de triunfar la misma, atribuyéndole el 80 % del éxito.Y, como es natural, Guevara me mandó decir que ni se nos ocurriera cumplir aquella orden demencial, cuando nos pusieran en claro cuál era el general que deberíamos acuchillar
Juan Luis Gallardo.

Gran parte de sus participantes poseían experiencia militar habiendo sido entrenados en secreto en la Escuela Superior de Guerra en el manejo de armas, vehículos de combate y explosivos. Parte de sus cabecillas habían sido partícipes del intento de golpe de Estado de 1951 y el de 1953 contra el gobierno constitucional.
Como lo expresa la investigadora Mónica Inés Bartolucci, "Los ataques personales podían formar parte de los planes, durante el golpe de Estado de septiembre tuvieron un rol centra en ocupar y tomar los medios de comunicación, tomas de radios locales, la destrucción de los sistemas de transmisión o la disminución de la potencia de onda, fue un arma clave. Para lograrlo en la ciudad de Buenos Aires un equipo de técnicos a cargo del diputado radical Carlos Burundarena planificaron, el “silencio de radio” nombre dado a la toma por la fuerza e invasión de medio centenar de radios en plantas como Pacheco, Florida, Ciudadela y Hurlingham entre otras.

Yo les tenía pánico a los comandos civiles: No sabía quiénes eran ni cómo se comportarían en combate.
Teniente primero Bravo Moyano.

## Orígenes partidarios
El Archivo Nacional de la Memoria clasifica los orígenes de los principales componentes de los comandos:
- Activistas católicos tradicionales. (Acción Católica Argentina)
- Militantes radicales de diversas líneas internas. (Sabattinismo cordobés, unionistas)[cita requerida]
- Sectores comandados  por Américo Ghioldi y Francisco Pérez Leirós)
- Partido Demócrata Nacional. (Sector abstencionista de José Aguirre Cámara, Adolfo Vicchi y Rodolfo Corominas Segura)

En 1946 sectores ligados a la Sociedad Rural, la sección local de la UCR en Corrientes y el Partido Liberal de Corrientes planearon un atentado contra su vida, durante la campaña electoral fue frustrado y por ende no pudo bajar en esa ciudad donde un verdadero ‘gentío‘ lo esperaba según las crónicas. En el día 3 de febrero de 1946 en el diario El Laborista de Buenos Aires, se informa lo siguiente sobre el particular: ‘Los opositores políticos al coronel ante la marcha por las calles de Goya se posicionaron los contrarios políticos sobre los techos con armas. Desde un vehículo en el que viajaban los liberales Bernabé Marambio Ballesteros, Gerardo Speroni, Juan Reynoldi y Ovidio Robar, dispararon con armas de fuego a la gente que desde el puerto enterada de la noticia marchaba hacia el centro para repudiar el intento de asesinato.
Otro grupo de civiles, más elitistas, se reunía en un departamento de la Isla de Recoleta. Lo conformaban el empresario Raúl Lamuraglia y sus hijos, Alberto Benegas Lynch (padre), Claudio Mejía, y otros. Participaron, junto al comando de Viader, de las acciones del 16 de junio de 1955, cuando varios escuadrones de aviones pertenecientes a la Armada Argentina, bombardearon y ametrallaron con munición aérea de 20 mm, la Plaza de Mayo y la Casa Rosada, la CGT (Confederación General del Trabajo) y la entonces residencia presidencial, matando a más de 308 personas e hiriendo a más de 700. Entre esos grupos predominaron numéricamente los militantes católicos no pertenecientes a ningún partido político. En abril de 1955 un grupo comando llevó a cabo la detonación de doce bombas en la céntrica Plaza de Mayo de Buenos Aires y la línea A de subterráneos que corre por debajo de la misma, mientras el entonces presidente Juan Domingo Perón se dirigía a sus seguidores presentes desde la Casa Rosada.
En los primeros meses A mediados del 55 los CC realizan atentados a unidades básicas y locales sindicales. En Buenos Aires produjeron al menos una docena de atentados contra policías de custodia en templos y escuelas, con un saldo de tres policías asesinados
Los terroristas también habían colocado bombas sobre la azotea del edificio del Banco de la Nación, con la intención de que la mampostería se desplomara sobre la multitud apiñada en sus cercanías.

## Agosto y septiembre de 1955
En Buenos Aires, se unificaron en un Comando Civil Revolucionario, liderado por Carlos Burundarena, Renato Bezançon, Darío Hermida, Adolfo Sánchez Zinny, el militar retirado Eduardo García Puló, Francisco P. Olmedo, Raúl Puigbó y Eduardo Rodríguez. El comando incluyó provisoriamente al hermano Septimio Walsh. Este Comando coordinaba sus acciones con el Comando Militar Revolucionario, integrado por los coroneles Ossorio Arana, Señorans, el mayor Guevara, y otros.
En Córdoba, desde mediados de julio y hasta agosto se sucedieron atentados con bombas o incendios: contra seis unidades básicas, la sede de la UES, de la Confederación General Universitaria, y un busto de Eva Perón en Unquillo. En esa provincia actuaron dos grupos de radicales: uno al mando de Yadarola y Rodolfo Amuchástegui, otro comandado por Eduardo Galmond y Santiago del Castillo. Paralelamente los grupos conservadores católicos constituían sus propios grupos de combate que más tarde cobrarían protagonismo en episodios de guerra urbana en la capital provincial. Formados por el legislador cordobés Luis Torres Fotheringham, Tristán Castellano, Guillermo Saravia, Damián Fernández Astrada, Lisardo Novillo Saravia (h.), Fernández Padilla, Guillermo Castellano y Calixto de la Torre. Cada comando nucleaba a diez dirigentes, y cada uno de ellos dirigía a diez militantes. Constituían grupos de apoyo formados por civiles, como su nombre lo indica[cita requerida], aunque vinculados con las Fuerzas Armadas por medio de alguno de sus integrantes. Según Isidro Ruiz Moreno:“en Córdoba dos jóvenes sacerdotes acaudillaron el movimiento: Quinto Cargnelutti y Enrique Angelelli, el primero como jefe general y el segundo como encargado de la acción en las fábricas, a los cuales se sumó el padre Eladio Bordagaray liderando grupos en los Colegios Mayores que influían en los universitarios. (...) Su local central se instaló en el edificio de la Acción Católica y otro en la Iglesia de Cristo Obrero”.quienes guardaban las armas en la curia cordobesa y en colegios católicos del centro de la ciudad mediterránea

Para el 16 de septiembre la UCR había convocado a un acto en la Casa Radical, donde repartieron armas en comités y en parroquias. Los comandos civiles ultracatólicos (llamados “palomas”) convocaron a la acción armada. Previamente negociaron un crédito con la Sociedad Rural para que financie actividades desestabilizadoras, como sabotajes a la red eléctrica, a los cables de la empresa telefónica Entel, disparos a las ruedas de camiones de bomberos y ambulancias, días antes representantes de la UCR y comandos civiles viajaron a Uruguay entrevistándose con Emilio Eduardo Massera, Horacio Mayorga, Oscar Montes, y Osvaldo Cacciatore. Entre los integrantes del grupo estaban: Gregorio Ramírez, Roque Carranza, Roberto Astiz, Manuel Teodoro Cearrás, Manuel Rawson Paz y su primo Franklin Dellepiane Rawson, Eduardo Martínez Zemborain, Aníbal Beruti, etc. Las reuniones se llevaban a cabo en la casa de Álvarez Morales, en la oficina de Rodolfo van Gelderen, o en el estudio del doctor Gregorio Topolevsky. Este grupo, que todavía no usaba el nombre de «comando civil», estudiaba las comunicaciones del ejército para intervenirlas en caso de un alzamiento, y tuvo contactos con políticos radicales como Arturo Frondizi. Cuando se incorporó Roque Carranza, comenzaron la fabricación de explosivos. A mediados de 1955 el grupo se había nutrido con la presencia de Siro de Martini, Euclides Ventura Cardozo, Alfonso de Laferrére, Martín Michel Torino.
En Alta Córdoba, barrio típico de clase media, mantuvieron escaramuzas ocupando a través de asaltos violentos los edificios públicos, constituyendo un factor de enlace permanente con los militares golpistas. Solo en Córdoba estos comando causaron más de 27 muertos en los tres días previos al 16 de septiembre de 1955, en su mayoría civiles peronistas que protestaban a favor del mantenimiento del orden constitucional. Tras el triunfo del Golpe de Estado, Monseñor Lafitte organizó un Te Deum y una cena en el palacio arzobispal para celebrar la instauración del régimen militar, donde fueron agasajados los jefes de los comandos civiles, quienes obsequiaron a Lafitte utensilios de oro y plata del siglo XVII que habían sido robados del Cabildo de Córdoba durante la toma por parte de los sublevados antiperonistas.
En 2008, Mariano Grondona reconoció públicamente, en su programa de televisión Hora Clave, su participación en el atentado terrorista del 15 de abril de 1953 en Plaza de Mayo que consistió en la detonación de dos bombas mientras se realizaba un acto sindical organizado por la Confederación General del Trabajo (CGT) en la Plaza de Mayo (frente a la Casa de Gobierno). Como resultado murieron seis personas y más de 90 quedaron heridas, entre ellos 19 mutilados. De pensamiento antiperonista Grondona también se había reivindicado como parte de los terroristas, al mismo tiempo que reconoció haber formado parte de los comandos Civiles que ayudaron al golpe de Estado de 1955 que llevó al derrocamiento de Juan Domingo Perón y la instauración de las posteriores dictadura de Lonardi y Aramburu.

## La operación Rosa Negra
El 16 de septiembre de 1955 a las 00:00 horas el general Eduardo Lonardi sublevó la Escuela de Artillería de Córdoba, dando inicio al golpe de Estado Revolución Libertadora. Ese mismo día a la 1:15 cinco de los comandos asaltaron las principales radios de la Ciudad de Córdoba dejaban fuera de servicio varias radios de la ciudad de Buenos Aires para colaborar con la desestabilización y dificultar la difusión de noticias fehacientes, siguiendo la planificación de Carlos Burundarena.
La operación era comandada por Raúl Puigbó, que respondía a Adolfo Sánchez Zinny: estaba compuesto por: Humberto Podetti, Jorge Rodríguez Mancini, Isidoro Lafuente, Pepe Balbín, Pedro Crear, Marco Aurelio Rodríguez, Felipe Solari, Julio E. Álvarez, Enrique Hillegass y cuatro más.
- Eduardo Ayerza y sus subordinados se encargarían de dejar fuera de servicio las instalaciones de Radio del Estado.[46]
- Guillermo Demharter haría lo propio con Radio Belgrano y Radio Mitre. Algunos de los participantes luego fundaron una organización guerrillera conocida como Movimiento Nacionalista Tacuara.[47]
- Florencio José Arnaudo se encargaría del asalto a Radio Antártida, Radio Porteña, y Radio del Pueblo.[46]
- Carrillo de Radio Rivadavia.[46]
- Ortuño de Radio El Mundo.[46][48]

## En Córdoba
En la ciudad de Córdoba tuvieron un papel protagónico dirigido por el general Dalmiro Videla Balaguer, y muchos grupos quedaban a cargo de un militar de carrera. Tras el triunfo del Golpe de Estado, Monseñor Lafitte organizó un Te Deum y una cena en el palacio arzobispal para celebrar la instauración del régimen militar, donde fueron agasajados los jefes de los comandos civiles, quienes obsequiaron a Lafitte utensilios de oro y plata del siglo XVII que habían sido robados del Cabildo de Córdoba durante la toma por parte de los sublevados.

## Posterior al Golpe de Estado de 1955
Tras el triunfo del Golpe de Estado de septiembre de 1955, a pedido del coronel Ernesto Alfredo Rottger se ordena que sean expulsados a la calle todos los estudiantes de la Ciudad Estudiantil Presidente Juan Perón. Allí funcionaria el cuartel de los Comandos Civiles.
Marta Ezcurra, fundadora de la juventud de la Acción Católica en 1931, siguiendo supuestas órdenes de Aramburu ordenó el 23 de diciembre de 1955, la ocupación militar de cada una de las Escuelas Hogar de la Fundación Eva Perón. Convoca para ello, a los miembros de los “comandos civiles” ligados a la Acción Católica Argentina, produciéndose el desalojo inmediato de todos los niños y niñas internados en la Clínica de Recuperación. El día 27 de diciembre se determina la confiscación de todos los muebles de los hospitales, hogares para niños, hogares escuelas y hogares de tránsito. El historiador peronista Néstor Ferioli, en su obra "La Fundación Eva Perón", afirma que algunos de esos muebles terminaron en las casas de miembros de los comandos civiles, aunque sin especificar de cuáles de ellos.

### Asesinato de Manuel Chaves
La noche del 22 de septiembre de 1955, menos de una semana después del golpe, un comando militar integrado por marinos junto a un comando civil integrado por militantes de la UCR, irrumpió en la casa del secretario general de ATE y la CGT en la localidad bonaerense de Azul, Manuel Chaves, volando de dos disparos el candado que aseguraba la puerta.  Al escuchar los disparos, uno de los hijos de Chaves saltó el tapial hacia una casa vecina mientras que su esposa y los otros tres hijos se encerraron con llave en una habitación. Chaves salió al patio donde, según el relato de su familia, fue asesinado a balazos por el teniente de navío Carlos Alberto Heredia. Pese a que los comandos azules no llegaron a tener actuación en el crimen, con posterioridad emitieron un comunicado en el que intentaban exculpar al marino diciendo que "cuando se realizaba una investigación respecto a la tenencia ilegal y desautorizada de armas de fuego ocurrió un lamentable acontecimiento. Al resistirse armado y hacer fuego sobre las autoridades que solicitaban la información precedente, resultó muerto el señor Manuel Chaves. De inmediato la Policía Regional inició las actuaciones pertinentes con la intervención del señor Juez Federal Jorge A. Zavala Rodríguez”. Esta investigación determinó la falsedad de esta versión, comprobándose que el allanamiento se había producido a raíz de una falsa denuncia formulada por Salvador Padilla, un vecino enemistado con Chaves, quien denunció que “en la casa de Manuel había una reunión de la C.G.T. y que había armas”. Con el tiempo, el ATE también hizo circular una versión apócrifa en la que se acusaba a los comandos civiles de haber violado a la esposa de Chaves y hasta de haber intentado abusar de una de sus hijas, de 4 años de edad. Estas acusaciones también se contradicen con las declaraciones de la esposa Amalia Mármol de Chaves